# Chimarrhis barbata
Chimarrhis barbata là một loài thực vật có hoa trong họ Thiến thảo. Loài này được (Ducke) Bremek. mô tả khoa học đầu tiên năm 1934.